# Glockenspiel
O glockenspiel (pronúncia em alemão: [ˈɡlɔkənˌʃpiːl] ou [ˈɡlɔkŋ̍ˌʃpiːl], Glocken: sinos e Spiel: jogo) é um instrumento de percussão que consiste em barras de alumínio ou aço dispostas em um teclado. Isso torna o glockenspiel um tipo de metalofone, semelhante ao vibrafone.
O glockenspiel é tocado batendo nas barras com baquetas, muitas vezes feitas de um material duro, como metal ou plástico. Seu tom claro e agudo é frequentemente ouvido em orquestras, conjuntos de sopro, bandas marciais e na música popular.
Podem ser usados em suportes para marcha ou substituídos por uma versão portátil com uma armação em formato de lira, que se toca na vertical. Esta última versão costuma receber o nome de glockenspiel lyra ou simplesmente lyra.

## Etimologia
Em alemão, um carrilhão também é chamado de glockenspiel, e em francês, o glockenspiel às vezes é chamado de carrillon. Também pode ser chamado de jeu de timbres (lit.  "jogo de cores") em francês. Em italiano, o termo campanelli (lit.  "sininhos") é usado. 
O glockenspiel às vezes é erroneamente chamado de xilofone. (O xilofone tem barras de madeira, ao contrário do glockenspiel que tem barras de metal.) O Pixiphone, um tipo de brinquedo glockenspiel, era um desses instrumentos vendidos como um xilofone.

## História

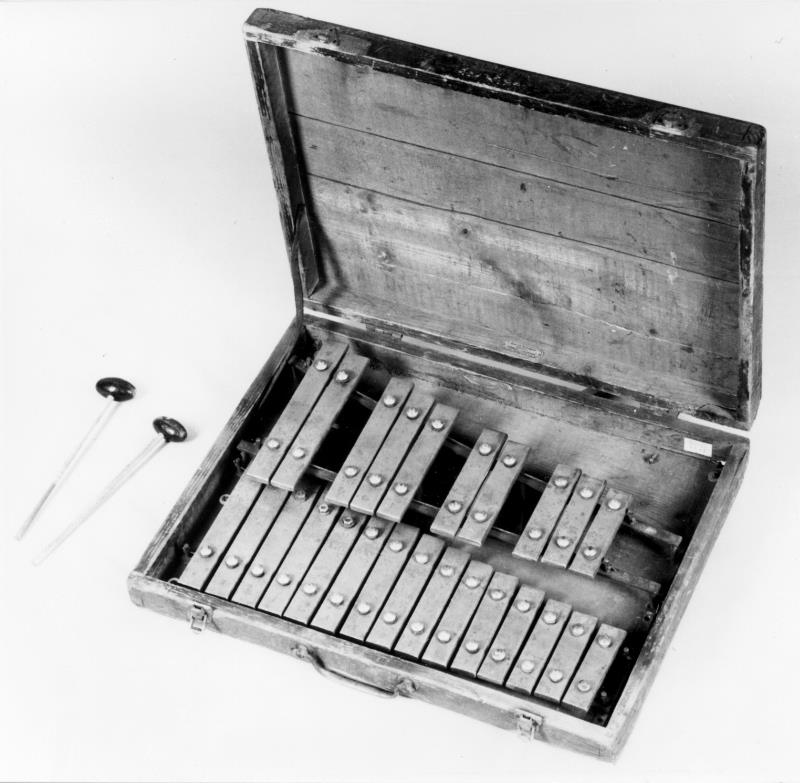
Um glockenspiel feito por volta de 1910 em Leipzig, Alemanha

Os primeiros glockenspiels eram instrumentos de percussão que produziam notas por meio de pequenos sinos de bronze que eram afinados com uma baqueta. Os sinos foram substituídos por placas sonoras de metal no século XVII. No século XVIII, o instrumento era tocado com um teclado que batia no fundo de cada placa com um martelo. O uso de macetes evoluiu durante o século XIX, coincidindo com o Romantismo.

## Extensão
O glockenspiel é limitado ao registro superior e geralmente cobre cerca de 2+1⁄2 a 3 oitavas, embora alguns modelos profissionais possam atingir até 3+1⁄2 oitavas. O glockenspiel é frequentemente um instrumento transpositor e soa duas oitavas acima do tom escrito, embora isso às vezes seja remediado usando uma clave de oitava.

## Usos

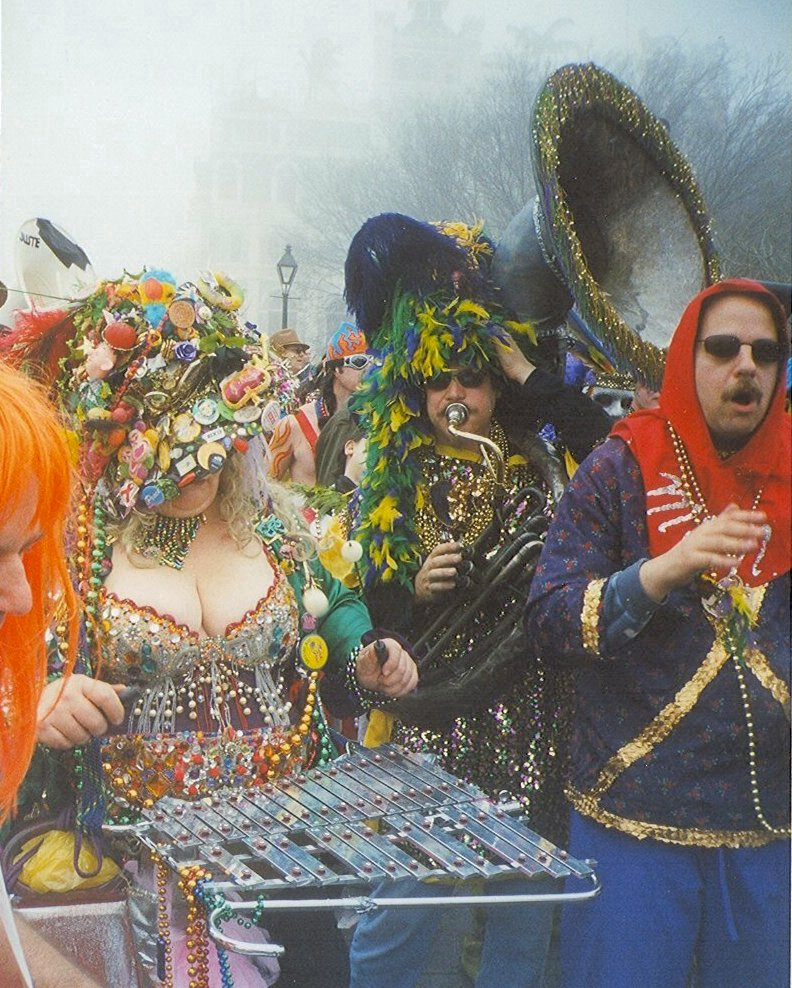
Uma senhora tocando um glockenspiel lyra no carnaval de Nova Orleães.

Quando usadas em uma banda marcial ou militar, as barras às vezes são montadas em uma caixa portátil e mantidas verticalmente, às vezes em uma moldura em forma de lira. No entanto, as barras podem ser mantidas na horizontal, usando um arnês semelhante ao encontrado em uma caixa marcial. No uso orquestral, as barras são montadas horizontalmente.
Conjuntos maiores de glockenspiel (ou seja, conjuntos de três oitavas ou maiores) são frequentemente equipados com um pedal de sustentação, não muito diferente de um vibrafone.

### Baquetas
O glockenspiel é tocado com baquetas feitas de material duro, como metal (geralmente latão ou alumínio ) ou um tipo de polímero (geralmente lexan, acrílico, fenólico ou nylon). Baquetas não metálicas são usadas para tocar em geral, enquanto as de metal produzem um som mais brilhante. Baquetas de borracha podem ser usadas para um som mais quente, embora borracha muito macia possa ter dificuldade para excitar as barras de metal.

### Lira

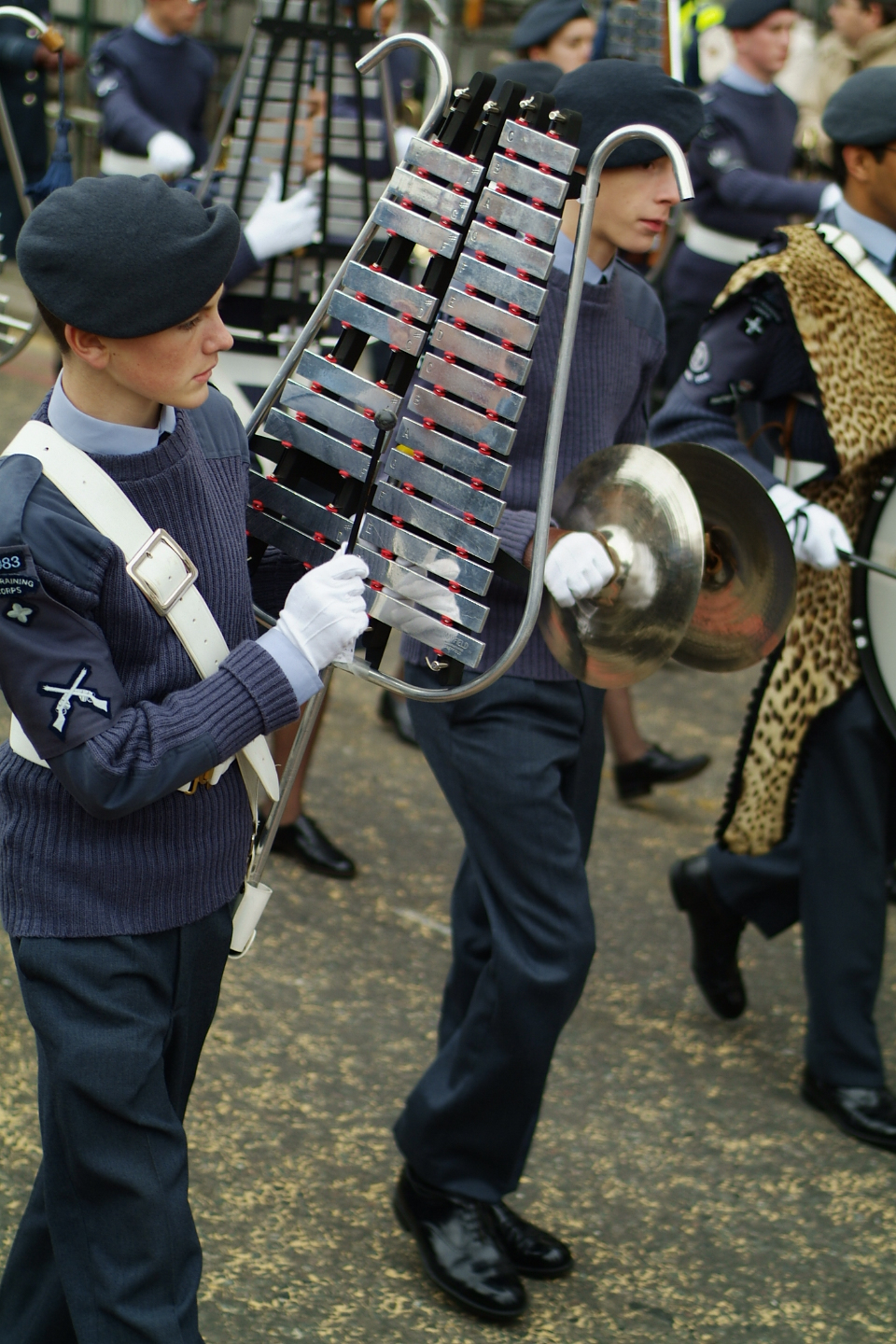
Uma lira vertical em uso pela Banda Nacional da RAF Air Cadets

No Brasil, no Reino Unido, nos Estados Unidos e no Canadá, uma forma de glockenspiel é chamada de lyra-glockenspiel ou simplesmente lira. A lira é uma forma de glockenspiel comumente usada em bandas marciais.
Uma variação é tocada verticalmente e tem uma ponta extensível que é mantida em uma alça. O instrumentista marcha com a alça sobre o ombro e toca o instrumento em pé com uma baqueta. Existe outra variação da lira que é sustentada por uma alça em volta dos ombros e nas costas. Esta variação é tocada horizontalmente com duas baquetas. Desde meados do século XIX, essa forma é usada em bandas militares e civis na Alemanha, onde é chamada de Stahlspiel ou Militär-Glockenspiel.